# Kotga, Chincholi
Kotga là một làng thuộc tehsil Chincholi, huyện Gulbarga, bang Karnataka, Ấn Độ.